# Leichtathletik-Länderkämpfe mit bundesdeutscher Beteiligung 1961
| Leichtathletik-Länderkämpfe mit bundesdeutscher Beteiligung 1961                    | Leichtathletik-Länderkämpfe mit bundesdeutscher Beteiligung 1961 | Leichtathletik-Länderkämpfe mit bundesdeutscher Beteiligung 1961 | Leichtathletik-Länderkämpfe mit bundesdeutscher Beteiligung 1961 |
| ----------------------------------------------------------------------------------- | ---------------------------------------------------------------- | ---------------------------------------------------------------- | ---------------------------------------------------------------- |
|                                                                                     |                                                                  |                                                                  |                                                                  |
| 1. Länderkampf 1961, Straßenlauf (Männer): SUI – FRG – NLD – AUT                    |                                                                  |                                                                  |                                                                  |
| Locarno 30. Mai 1961                                                                | Locarno 30. Mai 1961                                             | 1. FRG 2. NLD 3. AUT 4. SUI                                      | 5:08:29,0 h 5:22:46,0 h 5:24:10,6 h 5:29:48,6 h                  |
| 2. Länderkampf 1961, Sechsländervergleich Männer: FRA – FRG – BEL – ITA – NLD – SUI |                                                                  |                                                                  |                                                                  |
| Paris 8./9. Juli 1961                                                               | Paris 8./9. Juli 1961                                            | 1. FRG 2. FRA 3. ITA 4. BEL 5. SUI 6. NLD                        | 124,5 P 117,0 P 112,5 P 74,0 P 62,0 P 61,0 P                     |
| 3. Länderkampf, 1961, Frauen: NLD – FRG                                             |                                                                  |                                                                  |                                                                  |
| Enschede 9. Juli 1961                                                               | Enschede 9. Juli 1961                                            | 1. FRG 2. NLD                                                    | 72 P 45 P                                                        |
| 4. Länderkampf 1961, Frauen: FRG – USA                                              |                                                                  |                                                                  |                                                                  |
| Karlsruhe 17. Juli 1961                                                             | Karlsruhe 17. Juli 1961                                          | 1. FRG 2. USA                                                    | 66 P 38 P                                                        |
| 5. Länderkampf 1961, Männer: FRG – USA                                              |                                                                  |                                                                  |                                                                  |
| Stuttgart 18./19. Juli 1961                                                         | Stuttgart 18./19. Juli 1961                                      | 1. USA 2. FRG                                                    | 120 P 91 P                                                       |
| 6. Länderkampf 1961, Frauen: CSK – FRG                                              |                                                                  |                                                                  |                                                                  |
| Pilsen 12. August 1961                                                              | Pilsen 12. August 1961                                           | 1. FRG 2. CSK                                                    | 74 P 32 P                                                        |
| 7. Länderkampf 1961, Männer: FIN – FRG                                              |                                                                  |                                                                  |                                                                  |
| Helsinki 26/27. August 1961                                                         | Helsinki 26/27. August 1961                                      | 1. FRG 1. FIN                                                    | 237,5 P 224,5 P                                                  |
| 8. Länderkampf 1961, Frauen: FRG – GBR                                              |                                                                  |                                                                  |                                                                  |
| Oberhausen 1. September 1961                                                        | Oberhausen 1. September 1961                                     | 1. FRG 2. GBR                                                    | 61 P 45 P                                                        |
| 9. Länderkampf 1961, Männer: FRG – GBR                                              |                                                                  |                                                                  |                                                                  |
| Dortmund 2./3. September 1961                                                       | Dortmund 2./3. September 1961                                    | 1. FRG 2. GBR                                                    | 113 P 98 P                                                       |
| 10. Länderkampf 1961, Geher (Männer): SUI – FRG                                     |                                                                  |                                                                  |                                                                  |
| Lugano 24. September 1961                                                           | Lugano 24. September 1961                                        | 1. FRG 2. SUI                                                    | 34 P 12 P                                                        |
| 11. Länderkampf 1961, Männer: FRG – CSK                                             |                                                                  |                                                                  |                                                                  |
| Ludwigshafen am Rhein 30. September/1. Oktober 1961                                 | Ludwigshafen am Rhein 30. September/1. Oktober 1961              | 1. FRG 2. CSK                                                    | 122 P 90 P                                                       |
| 12. Länderkampf 1961, Männer: FRG – HUN                                             |                                                                  |                                                                  |                                                                  |
| Augsburg 7./8. Oktober 1961                                                         | Augsburg 7./8. Oktober 1961                                      | 1. FRG 2. HUN                                                    | 119,5 P 92,5 P                                                   |
| 13. Länderkampf 1961, Männer: GHA – FRG                                             |                                                                  |                                                                  |                                                                  |
| Accra 14./15. Oktober 1961                                                          | Accra 14./15. Oktober 1961                                       | 1. FRG 2. GHA                                                    | 117 P 61 P                                                       |
| 14. Länderkampf 1961, Frauen: GHA – FRG                                             |                                                                  |                                                                  |                                                                  |
| Accra 14./15. Oktober 1961                                                          | Accra 14./15. Oktober 1961                                       | 1. FRG 2. GHA                                                    | 55 P 24 P                                                        |
| 15. Länderkampf 1961, Männer: BRA – FRG                                             |                                                                  |                                                                  |                                                                  |
| São Paulo 21./22. Oktober 1961                                                      | São Paulo 21./22. Oktober 1961                                   | 1. FRG 2. BRA                                                    | 116 P 63 P                                                       |
| 16. Länderkampf 1961, Männer: CHL – FRG                                             |                                                                  |                                                                  |                                                                  |
| Santiago de Chile 28./29. Oktober 1961                                              | Santiago de Chile 28./29. Oktober 1961                           | 1. FRG 2. CHL                                                    | 122 P 58 P                                                       |
| 17. Länderkampf 1961, Männer: ARG – FRG                                             |                                                                  |                                                                  |                                                                  |
| Buenos Aires 4./5. November 1961                                                    | Buenos Aires 4./5. November 1961                                 | 1. FRG 2. ARG                                                    | 107 P 72 P                                                       |
| Chronik                                                                             |                                                                  |                                                                  |                                                                  |
| ← Länderkämpfe 1960                                                                 | ← Länderkämpfe 1960                                              | Länderkämpfe 1962 →                                              | Länderkämpfe 1962 →                                              |

Im Jahr 1961 wurden siebzehn Leichtathletikländerkämpfe mit deutscher Beteiligung ausgetragen. Das war höchste Anzahl an Länderkämpfen seit Beginn dieser Veranstaltungen im Jahr 1921. Vor 1961 hatte die Länderkampfhöchstzahl bei fünfzehn gelegen, erreicht worden war sie 1953, 1955, 1957 und 1959.
Aufgeführt sind hier die Länderkämpfe bundesdeutscher Leichtathleten. Die Sportler der DDR führten nach der deutschen Teilung im Jahr 1949 eigene Veranstaltungen durch.
Die Frauen bestritten fünf Vergleiche, die Männer zwölf. Von den zwölf Männerbegegnungen wurden eine im Bereich Straßenlauf und eine zweite im Bereich Gehen durchgeführt. Die weiteren zehn Aufeinandertreffen der Männer fanden wie gewohnt in Form von Veranstaltungen mit einer Mischung allgemeiner leichtathletischer Disziplinen statt.

## Besonderheiten
In dieser Saison wurden wieder Länderkampfreisen unternommen. Sie fanden am Ende der Saison im Oktober bis in den November hinein statt. Zunächst ging es nach Afrika, wo Männer und Frauen am 14./15. Oktober in Accra gemeinsam in getrennter Wertung einen Vergleich mit Ghana durchführten. Die Männer setzten ihre Reise dann alleine nach Südamerika fort, wo noch drei Länderkämpfe gegen Brasilien (21./22. Oktober in São Paulo), Chile (28./29. Oktober in Santiago de Chile) und Argentinien (4./5. November in Buenos Aires) ausgetragen wurden.
So spät im Jahr hatten abgesehen von den Olympischen Spielen 1956 in Melbourne zuvor keine wichtigen internationalen Veranstaltungen für deutsche Leichtathleten stattgefunden. So wurde die Saison sehr lang, was jedoch wegen des dortigen beginnenden Frühjahrs in den Gegnerländern durchaus Sinn machte.

## Bilanz
In der Saison 1961 gab es für die bundesdeutschen Männer in ihren zwölf Länderkämpfen eine Niederlage. In der Begegnung mit den USA in Stuttgart am 18./19. Juli waren die US-Athleten klar überlegen und besiegten das bundesdeutsche Team. Die anderen elf Aufeinandertreffen des Jahres 1961 wurden siegreich beendet. Die Männer hatten damit am Ende der Saison in ihren seit dem ersten Länderkampf 1921 insgesamt 174 Vergleichen 146 Siege und ein Unentschieden erzielt sowie 27 Niederlagen erlitten. Nur gegen die USA hatte Deutschland weiterhin noch keinen Erfolg vorzuweisen und war diesem Gegner bei zwei Vergleichen 1938 und in dieser Saison unterlegen.
Die Frauen gewannen 1961 ihre fünf Länderkämpfe. Damit hatten die deutschen Leichtathletinnen seit dem ersten Frauenländerkampf 1928 in 49 Aufeinandertreffen jetzt insgesamt vierzig Siege errungen, ein Unentschieden erzielt und acht Niederlagen einstecken müssen. Eine negative Bilanz hatten sie gegenüber England, der Sowjetunion und dem Britischen Empire, alle anderen Bilanzen waren positiv.
In der Gesamtsumme aller Länderkämpfe mit deutscher bzw. bundesdeutscher Beteiligung hatten Deutschlands Leichtathleten von 223 Vergleichen 186 gewonnen, 35 verloren und zwei Unentschieden erzielt. Vier der Niederlagen stammten dabei aus zweiten Plätzen in Begegnungen mit mehr als zwei Nationen: zwei aus den von Schweden siegreich gestalteten allgemeinen Vergleichen, eine aus dem von den Niederlanden gewonnenen Straßenlaufwettkampf in der Saison 1951 und zwei aus von der Schweiz siegreich gestalteten Straßenlauf-Vergleichen.

## Wertungsmodus
Die Regeln zur Punktevergabe in den Einzeldisziplinen wurden genauso wie in den Vorjahren in diesmal allen Länderkämpfen unter zwei Nationen nach dem üblichen Wertungssystem angewendet, das heißt: Platz 1: 5 P, Pl. 2: 3 P, Pl. 4: 1 P. In weiteren Begegnungen mussten aufgrund anderer Rahmenbedingungen – mehr als zwei Teilnehmer je Nation in der Wertung oder mehr als ein Gegnerland – andere Regeln zur Punktevergabe zur Anwendung kommen. Erstmals wurden die Punkte auch in den Staffeln in allen Vergleichen unter zwei Ländern in der Standardform vergeben, das heißt: Platz 1: 5 P, Pl. 2: 2 P.

## Straßenlauf-Länderkampf der Männer gegen die Schweiz, Österreich und die Niederlande
Der erste Vergleich des Jahres 1961 war wieder ein Länderkampf im Straßenlauf, er wurde am 28. Juni in Locarno ausgetragen. Die Begegnung beinhaltete wie in Straßenlauf-Vergleichen üblich ein Rennen über dreißig Kilometer. Mit Österreich und der Schweiz hatte es bereits acht Aufeinandertreffen dieser Art gegeben. Im letzten Jahr waren zum ersten Mal die Niederländer in dieser Begegnung mit dabei, doch hatte es keine gemeinsame Gesamtwertung der vier Nationen gegeben, sondern getrennte Wertungen. In diesem Jahr war das anders und die Bundesrepublik Deutschland siegte mit knapp vierzehneinhalb Minuten Vorsprung vor der Niederlande. Österreich wurde Dritter mit knapp eineinhalb Minuten Rückstand auf die Niederlande. Weitere gut fünfeinhalb Minuten hinter Österreich belegte die Schweiz den vierten Platz.

## Sechsländerkampf der Männer gegen Frankreich, Belgien, Italien, Niederlande und Schweiz
In diesem Jahr gab es wieder einen Sechsländerkampf der Nationen Deutschland, Belgien, Frankreich, Italien, Niederlande und Schweiz, es war der dritte in dieser Konstellation. Gastgeber am 8./9. Juli war die französische Hauptstadt Paris. Die beiden vorangegangenen Begegnungen 1957 in Brüssel und 1959 in Duisburg hatte die Bundesrepublik Deutschland für sich entschieden. Auch in diesem Jahr gewann due Bundesrepublik vor Frankreich und Italien. Dahinter folgten in dieser Reihenfolge Belgien, die Schweiz und die Niederlande.

## Länderkampf der Frauen gegen die Niederlande
Im dritten Vergleich kamen die bundesdeutschen Frauen zu ihrem ersten Länderkampf der Saison 1961. Am 9. Juli trafen sie in der grenznahen Stadt Enschede auf die Niederlande. In ihrem elften Treffen mit diesem Gegner setzten die bundesdeutschen Leichtathletinnen sich zum elften Mal klar durch und gewannen mit 72 zu 45 Punkten.

## Länderkampf der Frauen gegen die USA
Auch den vierten Länderkampf des Jahres trugen die Frauen aus. In der süddeutschen Stadt Karlsruhe waren ihre Gegnerinnen am 17. Juli die Leichtathletinnen aus den Vereinigten Staaten. Mit 66 zu 38 Punkten entschieden die Sportlerinnen der Bundesrepublik Deutschland dieses erste Aufeinandertreffen mit den US-Amerikanerinnen überraschend deutlich für sich.

## Länderkampf der Männer gegen die USA
Im fünften Vergleich der Saison trafen auch die bundesdeutschen Männer auf die Sportler der USA. Die Begegnung wurde einen Tag nach dem Wettkampf der Frauen mit diesem Gegner am 18./19. Juli in Stuttgart ausgetragen. Es war das zweite Aufeinandertreffen der beiden Länder in einem Länderkampf der Männer, der erste hatte 1938 in Berlin stattgefunden und hatte mit einem klaren Sieg der USA geendet. Auch diesen zweiten Vergleich entschied die hoch favorisierte beste Leichtathletiknation der Welt mit 120 zu 91 Punkten wieder deutlich für sich. Es blieb die einzige Niederlage für die bundesdeutschen Leichtathleten in diesem Jahr.

## Länderkampf der Frauen gegen die Tschechoslowakei
Im sechsten Vergleich trafen sich die bundesdeutschen Frauen am 12. August in Pilsen mit den Leichtathletinnen der Tschechoslowakei. Die drei vorangegangenen Begegnungen hatte Deutschland gewonnen. In Pilsen lagen die bundesdeutschen Sportlerinnen überlegen vorn und siegten mit zu 74 zu 32 Punkten.

## Länderkampf der Männer gegen Finnland
Am 26./27. August kam es in Helsinki zum achten Aufeinandertreffen der deutschen Männer mit Finnland. Zwei der vorangegangenen Begegnungen hatte Finnland gewonnen, fünf waren an die Bundesrepublik Deutschland gegangen. In diesem Jahr traten die beiden Teams mit drei Vertretern je Mannschaft an und nicht wie üblich mit zwei. Der Ausgang war knapp, die Bundesrepublik siegte am Ende mit 237,5 zu 224,5 Punkten.

## Länderkampf der Frauen gegen Großbritannien
Den achten Länderkampf des Jahres bestritten wieder die Frauen. Am 1. September trafen sie in Oberhausen auf Großbritannien. Gegen die Britinnen hatten die deutschen Leichtathletinnen mit zwei zu zwei eine ausgeglichene Bilanz. Das nun fünfte Aufeinandertreffen entschied die Bundesrepublik Deutschland mit 61 zu 45 Punkten für sich, die Bilanz gestaltete sich damit zum ersten Mal positiv für Deutschland.

## Länderkampf der Männer gegen Großbritannien
Der neunte Ländervergleich fand einen Tag nach der Veranstaltung der Frauen in Oberhausen statt. Am 2./3. September trugen die Männer in Dortmund ihren eigenen Wettkampf mit Großbritannien aus. Fünf Mal hatten sich die beiden Länder zuvor begegnet, vier Mal hatte Deutschland gesiegt, einmal Großbritannien. In Dortmund ließen die bundesdeutschen Leichtathleten mit 113 zu 98 Punkten keinen Zweifel an ihrem neuerlichen Sieg.

## Geher-Länderkampf der Männer gegen die Schweiz
Der zehnte Vergleich im Jahr 1961 war wieder ein Vergleich der Geher. Am 24. September trafen sich die Schweiz und Deutschland zum sechsten Mal in einer solchen Veranstaltung. Austragungsort war die Schweizer Stadt Lugano. Auf dem Programm standen wieder zwei Wettbewerbe. Zuvor hatte die Schweiz vier Mal gewonnen, Deutschland einmal. In Lugano setzten sich die bundesdeutschen Geher wie im Vorjahr durch, die Dominanz der bundesdeutschen Vertreter war sehr hoch, das Endergebnis lautete 34 zu zwölf Punkte.

## Länderkampf der Männer gegen die Tschechoslowakei
Der elfte Vergleich führte die bundesdeutschen Männer nach Prag. Am 30. September und 1. Oktober wurde dort die sechste Begegnung gegen die Tschechoslowakei ausgetragen. Die Frauen hatten am 12. August in Pilsen schon einen Länderkampf mit diesem Gegner durchgeführt. Die Männer hatten im vorangegangenen Vergleich zwei Jahre zuvor gegen die Tschechoslowakei eine Niederlage erlitten, als sie wegen einer Japanreise ihrer Spitzenathleten mit einer Zweitbesetzung hatten antreten müssen. Die vier weiter zurückliegenden Begegnungen hatte Deutschland jeweils für sich entschieden. Diesmal sicherten sich die bundesdeutschen Athleten mit 122 zu 90 Punkten wieder einen deutlichen Sieg.

## Länderkampf der Männer gegen Ungarn
Auch der zwölfte Länderkampf war wieder eine Veranstaltung der Männer. Zum sechsten Mal trafen sie am 7./8. Oktober auf Ungarn. Austragungsort war Augsburg. Mit 119,5 zu 92,5 Punkten kamen die deutschen Athleten zu ihrem sechsten Sieg gegen diesen Gegner.

## Länderkampf der Männer gegen Ghana
Im dreizehnten Jahresvergleich kam es wieder einmal zu einer Premiere. Zum ersten Mal trafen die deutschen Männer im Rahmen ihrer Afrikareise auf Ghana. Die Leichtathletik war in Ghana noch nicht sehr weit entwickelt, in zahlreichen Disziplinen traten die ghanaischen Sportler nur mit einem Vertreter an. Die am 14./15. Oktober in Accra ausgetragene Begegnung endete so mit einem klaren bundesdeutschen Sieg. Der Endstand lautete 117 zu 61 Punkte. Gleichzeitig fand gemeinsam mit dem Männern in getrennter Wertung auch ein Länderkampf der Frauen mit diesem Gegner statt.

## Länderkampf der Frauen gegen Ghana
Gemeinsam mit den Männern traten auch die bundesdeutschen Frauen am 14./15. Oktober in Accra zu ihrem ersten Vergleich mit Ghana an. In den Wurfübungen konnte Ghana keine Teilnehmerinnen stellen. Deshalb war vorher vereinbart worden, dass hier nur Vorführungen der bundesdeutschen Athletinnen stattfinden. Auch in dieser Begegnung blieben die ghanaischen Leichtathletinnen chancenlos, die Bundesrepublik Deutschland siegte hoch überlegen mit 55 zu 24 Punkten.

## Länderkampf der Männer gegen Brasilien
Der fünfzehnte Vergleich im Jahr 1961 war der erste im Rahmen der Südamerikareise der bundesdeutschen Männer. Zum ersten Mal trafen die bundesdeutschen Leichtathleten auf Brasilien. Ausgetragen wurde die Begegnung am 21./22. Oktober in São Paulo. Die Bundesrepublik Deutschland siegte deutlich mit 116 zu 63 Punkten.

## Länderkampf der Männer gegen Chile
Im sechzehnten Länderkampf trafen die bundesdeutschen Männer auf den zweiten Gegner ihrer Südamerikareise. Am 28./29. Oktober in Santiago de Chile hieß der Gegner Chile. Auch gegen die Chilenen trugen Deutschlands Leichtathleten hier ihren ersten Vergleich aus. Das chilenische Team wurde durch zwei Sprinter aus Venezuela verstärkt, unterlag am Ende aber sehr deutlich mit 58 zu 122 Punkten.

## Länderkampf der Männer gegen Argentinien
Sehr spät in der Saison wurde der siebzehnte und letzte Vergleich der bundesdeutschen Leichtathleten ausgetragen. Der dritte und letzte Gegner auf der Südamerikareise war das Team aus Argentinien. Auch auf dieses Team traf die Bundesrepublik Deutschland zum ersten Mal. Die Veranstaltung fand am 4./5. November in der argentinischen Hauptstadt Buenos Aires statt. Am Ende lag dir Bundesrepublik auch hier mit 107 zu 72 Punkten deutlich vorn.

## Weblink
- TULOKSET: Maaottelu FIN-GFR, Helsinki, 26.–27.8.1961, ERGEBNISSE: Länderspiel FIN-GFR, Helsinki, 26.–27.8.1961 (finnisch), abgerufen am 4. September 2024